# Pero muza
Pero muza là một loài bướm đêm trong họ Geometridae.